# Sri Lankas självständighetsdag
Sri Lankas självständighetsdag firas den 4 februari varje år. Det var den dagen 1948 man blev självständiga från britterna. Det viktigaste firandet sker i Colombo, där presidenten hissar flaggan, och håller tal. Dagen är nationell helgdag i Sri Lanka. Även danser hålls.